# 732 Tjilaki
732 Tjilaki је астероид главног астероидног појаса. Приближан пречник астероида је 37,61 ,
а средња удаљеност астероида од Сунца износи 2,457 астрономских јединица (АЈ).
Инклинација (нагиб) орбите у односу на раван еклиптике је 10,987 степени, а орбитални период износи 1407,196 дана (3,852 године). Ексцентрицитет орбите астероида износи 0,043.
Апсолутна магнитуда астероида износи 10,70 а геометријски албедо 0,065.
Астероид је откривен 15. априла 1912. године.